# Sankt Filip Neris oratorium
Sankt Filip Neris oratorium (latin: Institutum Oratorii Sancti Philippi Nerii), även kallade Oratorianer, är en katolsk kongregation, grundad 1575 i Rom av Filippo Neri. Dess ordensregler fastställdes 1612 av påven.
Även dess många dotterordnar hänvisas till som oratorier. Ett välkänt engelskt oratorium leddes av John Henry Newman.
Den italienska grupperingen saknar central organisation. Dess medlemmar lever i mindre gemenskaper, kommuniteter, utan klosterlöften. En fransk gren, som har central organisation, bildades av P. de Bérulle och godkändes 1613. 
Själavård, predikan och prästutbildning är viktiga inslag i oratorianernas verksamhet.